# Røyken Station
Røyken Station (Røyken stasjon) er en jernbanestation, der ligger i Røyken kommune på Spikkestadlinjen i Norge. Stationen består af et spor og en perron med et stationsbygning i gulmalet træ samt en parkeringsplads.

## Historie
Røyken Station blev indviet officielt 7. oktober 1872 under stort fremmøde. Det var meningen, at indvielsen skulle forestås af kong Karl 4. (i Sverige Karl 15.), og derfor blev der indhugget en kongekrone med CXV og årstallet 1872 i fjeldvæggen på stationsområdet. Kongen døde imidlertid 18. september, og åbningen blev i stedet foretaget af statsråd Vogt. Kongemærket blev senere flyttet til sin nuværende placering i forbindelsen med banens elektrificering og anlæggelsen af et tredje spor i 1921-1922.
Stationen blev anlagt lige nedenfor Røyken kirke. Stationen bestod fra starten af en stationsbygning med brændeskur, et pakhus og et vandtårn, der blev forsikret for sammenlagt 3.250 speciedaler. Stationsbygningen og pakhuset er senere bygget om, mens brændeskuret blev revet ned i 1960 og vandtårnet i 1963. Vandet, der var nødvendigt til damplokomotiverne, blev hentet gennem en egen vandledning fra en dam ved Hannestad, der ligger ved den nuværende golfbane.
Røykens første stationsmester hed Nils Peter Amundsen og hans årsløn var sat til 225 speciedaler og 29 skilling. Det første driftsår havde Røyken Station i alt 18.331 passagerer, hvoraf 9.389 rejste til Drammen. Billetprisen var 45 øre på 2. klasse. Billetprisen til Oslo (dengang Kristiania) var 80 øre på 2. klasse.
Ved åbningen var Røyken Station den eneste station i Røyken kommune. Spikkestad fik først i 1885 et trinbræt, der blev udvidet til station i 1911. Hallenskog fik en holdeplads i 1933.
Banen var anlagt som smalsporet med sporvidden 1.067 mm. I 1920 blev den ombygget til normalspor med sporvidden 1.435 mm. Elektrificeringen blev fuldført og indviet officielt 26. november 1922.
I dag betjenes Røyken Station af NSB's lokaltog mellem Spikkestad og Lillestrøm. I teknisk og sikkerhedsmæssig forstand er den et trinbræt med kun et spor og derfor ingen mulighed for krydsninger. Den blev den nedgraderet fra station til trinbræt, da Spikkestadlinjen blev fjernstyret på grund af problemer med at ombygge sikringsanlægget.